# Labyrint (film, 2012)
Labyrint je český film z roku 2012, jehož scenáristou a režisérem byl Tomáš Houška. Jedná se o filmový žánr thriller a horor.

## Děj filmu
Vše začíná příjezdem studentky architektury Kiary do Prahy. Tato studentka se v Praze seznámí s jedním mimozemšťanem v angl. originále ( alien ) a poté dostává děj rychlý spád.

## Obsazení
| Lucie Vondráčková | Renata |
| Martin Zbrožek    | Honza  |
| David Steigerwald | Loki   |
| Jan Zadražil      | David  |
| Simona Vavrušová  | Zuzka  |
| Gabriela Benešová | Sylva  |
| Jiří Černohorský  | Zdeněk |
| Mary Coronado     | Kiara  |